# Rudolf Kühnel
Rudolf Kühnel (* 25. Februar 1896; † 28. Januar 1950) war ein österreichischer Geher. Er nahm an Länderkämpfen teil und stellte österreichische Rekorde auf.
Bei den Olympischen Spielen 1924 in Paris wurde er im 10.000-Meter-Gehen in der Vorrunde disqualifiziert. Nach einem Protest wurde ihm ein Start in der zweiten Vorrunde gestattet, in der er ebenfalls disqualifiziert wurde.